# 1333
Il 1333 (MCCCXXXIII in numeri romani) è un anno  del XIV secolo.

## Eventi
- 14 aprile - Assedio di Ferrara (1333), scontro tra Papa Giovanni XXII, supportato dai francesi del conte Giovanni I d'Armagnac e il Marchese di Ferrara Obizzo III d'Este.
- 19 luglio - Battaglia di Halidon Hill: Scontro armato tra l'esercito inglese, cui arrise la vittoria, e quello scozzese.
- 4 novembre - Alluvione di Firenze, il più disastroso della storia cittadina.
- Inizio dell'Assedio di Nicomedia.

## Nati
- 13 maggio - Rinaldo III di Gheldria, duca († 1371)
- 18 luglio - Alda d'Este, nobile italiana († 1381)
- Ibn Abbad al-Rundi, mistico marocchino († 1390)
- Ibn Zamrak, poeta arabo († 1393)
- Bianca di Navarra, regina francese († 1398)
- Elena Cantacuzena, imperatrice bizantina († 1396)
- Federico V di Norimberga, nobile tedesco († 1398)
- Guglielmo II di Jülich, duca († 1393)
- Kanami, attore teatrale e musicista giapponese († 1384)
- Michail II di Tver', nobile russo († 1399)
- Eleonora d'Aragona, sovrana spagnola († 1416)
- Pietro d'Ancarano, giurista italiano († 1416)

## Morti
- 29 gennaio - Tiberio della Torre, vescovo cattolico italiano
- 7 febbraio - Nikkō, monaco buddista giapponese (n. 1246)
- 21 febbraio - Manuele II di Trebisonda, imperatore bizantino
- 2 marzo - Ladislao I di Polonia, nobile polacco
- 21 marzo - Federico Maggi, vescovo cattolico italiano (n. 1278)
- 12 maggio - Imelda Lambertini, religiosa italiana (n. 1320)
- 23 maggio - Hōjō Takatoki, politico giapponese (n. 1303)
- 5 giugno - Al-Nuwayri, storico e enciclopedista egiziano (n. 1279)
- 6 giugno - William Donn de Burgh, nobile irlandese (n. 1312)
- 18 giugno - Enrico XV di Baviera, nobile tedesco (n. 1312)
- 19 luglio - Archibald Douglas, nobile e militare scozzese
- 28 luglio - Ghigo VIII de la Tour-du-Pin, nobile francese (n. 1309)
- 15 agosto - Bartolomeo da Bologna, missionario e vescovo cattolico italiano
- 25 agosto - Muhammad IV di Granada, sultano (n. 1315)
- 12 ottobre - Simon Mepeham, arcivescovo inglese
- 16 ottobre - Antipapa Niccolò V, religioso e predicatore italiano
- 22 ottobre - Margaret di Clare, nobile britannica (n. 1287)
- Bertrando, arcivescovo cattolico italiano
- Tiso IX da Camposampiero, politico italiano
- Novella D'Andrea, giurista italiana
- Guglielmo di Alnwick, vescovo cattolico, francescano e teologo inglese
- Guidotto de Abbiate, arcivescovo cattolico italiano
- Guido Novello da Polenta, poeta italiano
- Giovanni Quirini, poeta e mercante italiano (n. 1285)
- Rita d'Armenia, imperatrice bizantina (n. 1278)

## Calendario
| Calendario 1333 | Calendario 1333 | Calendario 1333 | Calendario 1333 | Calendario 1333 | Calendario 1333 | Calendario 1333 | Calendario 1333 | Calendario 1333 | Calendario 1333 | Calendario 1333 | Calendario 1333 | Calendario 1333 | Calendario 1333 | Calendario 1333 | Calendario 1333 | Calendario 1333 | Calendario 1333 | Calendario 1333 | Calendario 1333 | Calendario 1333 | Calendario 1333 | Calendario 1333 | Calendario 1333 | Calendario 1333 | Calendario 1333 | Calendario 1333 | Calendario 1333 | Calendario 1333 | Calendario 1333 | Calendario 1333 | Calendario 1333 | Calendario 1333 |
| --------------- | --------------- | --------------- | --------------- | --------------- | --------------- | --------------- | --------------- | --------------- | --------------- | --------------- | --------------- | --------------- | --------------- | --------------- | --------------- | --------------- | --------------- | --------------- | --------------- | --------------- | --------------- | --------------- | --------------- | --------------- | --------------- | --------------- | --------------- | --------------- | --------------- | --------------- | --------------- | --------------- |
|                 | 1               | 2               | 3               | 4               | 5               | 6               | 7               | 8               | 9               | 10              | 11              | 12              | 13              | 14              | 15              | 16              | 17              | 18              | 19              | 20              | 21              | 22              | 23              | 24              | 25              | 26              | 27              | 28              | 29              | 30              | 31              |                 |
| Gennaio         | Ve              | Sa              | Do              | Lu              | Ma              | Me              | Gi              | Ve              | Sa              | Do              | Lu              | Ma              | Me              | Gi              | Ve              | Sa              | Do              | Lu              | Ma              | Me              | Gi              | Ve              | Sa              | Do              | Lu              | Ma              | Me              | Gi              | Ve              | Sa              | Do              |                 |
| Febbraio        | Lu              | Ma              | Me              | Gi              | Ve              | Sa              | Do              | Lu              | Ma              | Me              | Gi              | Ve              | Sa              | Do              | Lu              | Ma              | Me              | Gi              | Ve              | Sa              | Do              | Lu              | Ma              | Me              | Gi              | Ve              | Sa              | Do              |                 |                 |                 |                 |
| Marzo           | Lu              | Ma              | Me              | Gi              | Ve              | Sa              | Do              | Lu              | Ma              | Me              | Gi              | Ve              | Sa              | Do              | Lu              | Ma              | Me              | Gi              | Ve              | Sa              | Do              | Lu              | Ma              | Me              | Gi              | Ve              | Sa              | Do              | Lu              | Ma              | Me              |                 |
| Aprile          | Gi              | Ve              | Sa              | Do              | Lu              | Ma              | Me              | Gi              | Ve              | Sa              | Do              | Lu              | Ma              | Me              | Gi              | Ve              | Sa              | Do              | Lu              | Ma              | Me              | Gi              | Ve              | Sa              | Do              | Lu              | Ma              | Me              | Gi              | Ve              |                 |                 |
| Maggio          | Sa              | Do              | Lu              | Ma              | Me              | Gi              | Ve              | Sa              | Do              | Lu              | Ma              | Me              | Gi              | Ve              | Sa              | Do              | Lu              | Ma              | Me              | Gi              | Ve              | Sa              | Do              | Lu              | Ma              | Me              | Gi              | Ve              | Sa              | Do              | Lu              |                 |
| Giugno          | Ma              | Me              | Gi              | Ve              | Sa              | Do              | Lu              | Ma              | Me              | Gi              | Ve              | Sa              | Do              | Lu              | Ma              | Me              | Gi              | Ve              | Sa              | Do              | Lu              | Ma              | Me              | Gi              | Ve              | Sa              | Do              | Lu              | Ma              | Me              |                 |                 |
| Luglio          | Gi              | Ve              | Sa              | Do              | Lu              | Ma              | Me              | Gi              | Ve              | Sa              | Do              | Lu              | Ma              | Me              | Gi              | Ve              | Sa              | Do              | Lu              | Ma              | Me              | Gi              | Ve              | Sa              | Do              | Lu              | Ma              | Me              | Gi              | Ve              | Sa              |                 |
| Agosto          | Do              | Lu              | Ma              | Me              | Gi              | Ve              | Sa              | Do              | Lu              | Ma              | Me              | Gi              | Ve              | Sa              | Do              | Lu              | Ma              | Me              | Gi              | Ve              | Sa              | Do              | Lu              | Ma              | Me              | Gi              | Ve              | Sa              | Do              | Lu              | Ma              |                 |
| Settembre       | Me              | Gi              | Ve              | Sa              | Do              | Lu              | Ma              | Me              | Gi              | Ve              | Sa              | Do              | Lu              | Ma              | Me              | Gi              | Ve              | Sa              | Do              | Lu              | Ma              | Me              | Gi              | Ve              | Sa              | Do              | Lu              | Ma              | Me              | Gi              |                 |                 |
| Ottobre         | Ve              | Sa              | Do              | Lu              | Ma              | Me              | Gi              | Ve              | Sa              | Do              | Lu              | Ma              | Me              | Gi              | Ve              | Sa              | Do              | Lu              | Ma              | Me              | Gi              | Ve              | Sa              | Do              | Lu              | Ma              | Me              | Gi              | Ve              | Sa              | Do              |                 |
| Novembre        | Lu              | Ma              | Me              | Gi              | Ve              | Sa              | Do              | Lu              | Ma              | Me              | Gi              | Ve              | Sa              | Do              | Lu              | Ma              | Me              | Gi              | Ve              | Sa              | Do              | Lu              | Ma              | Me              | Gi              | Ve              | Sa              | Do              | Lu              | Ma              |                 |                 |
| Dicembre        | Me              | Gi              | Ve              | Sa              | Do              | Lu              | Ma              | Me              | Gi              | Ve              | Sa              | Do              | Lu              | Ma              | Me              | Gi              | Ve              | Sa              | Do              | Lu              | Ma              | Me              | Gi              | Ve              | Sa              | Do              | Lu              | Ma              | Me              | Gi              | Ve              |                 |